# Draba muralis

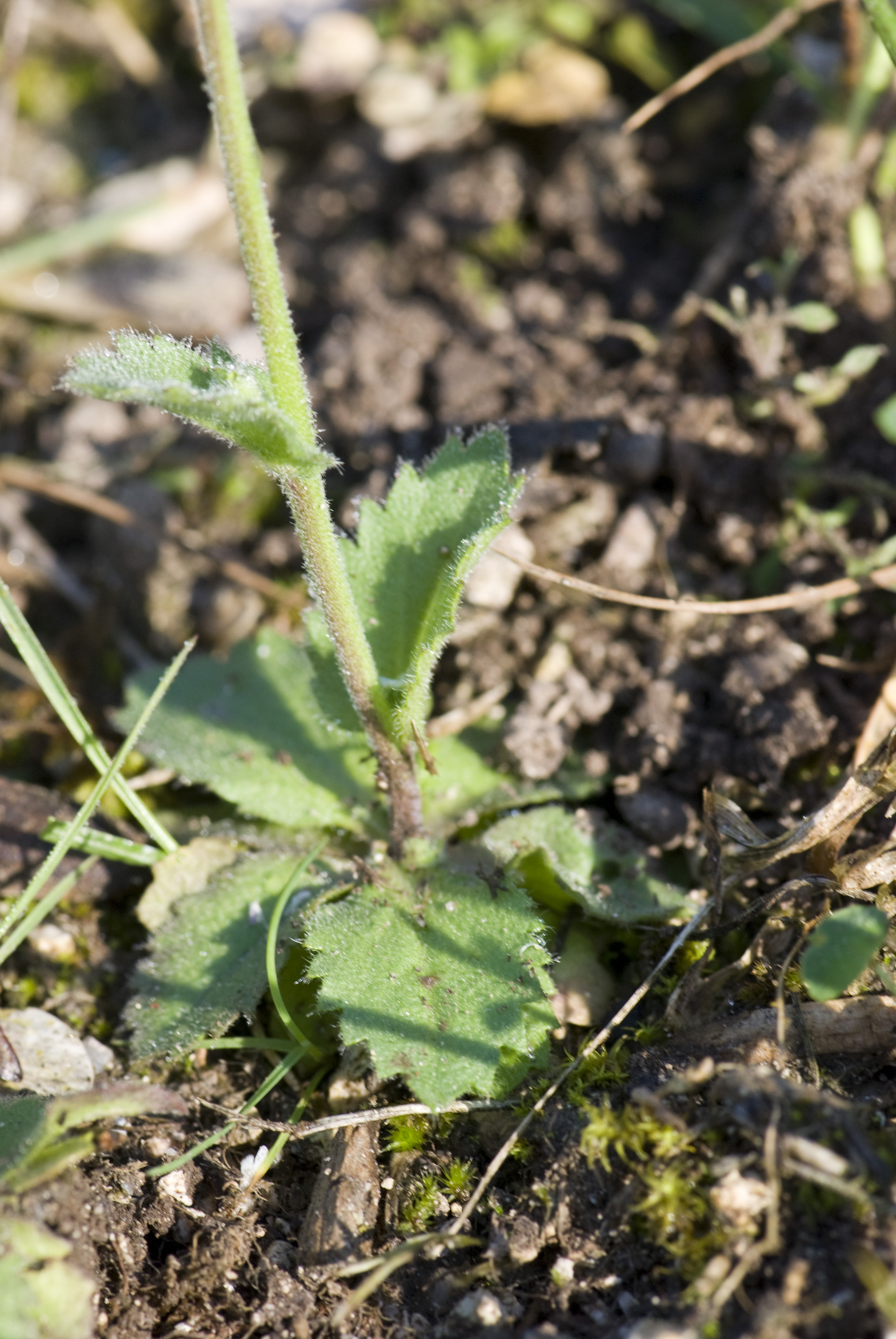
Vista de la planta

La draba de muro (Draba muralis) es una especie de planta fanerógama de la familia Brassicaceae.

## Descripción
De tallo único, erecto, 10-35 cm, peloso, con algunas hojas esparcidas sobre él. Hojas inferiores en roseta, con rabillo que se ensancha hacia adelante, hasta tener forma casi ovalada, dentadas, con pelos en forma de estrella; las del tallo con contorno ovado, dentadas y con dos pequeños segmentos hacia atrás. Flores en primavera, con 4 pétalos de unos 2 mm, blancos, formando racimos que crecen por arriba mientras maduran las inferiores, produciendo un fruto con rabillo, aplanado y de contorno elíptico.

## Distribución y hábitat
Toda Europa, excepto Islandia. Casual en Holanda, Polonia y Rusia. Crece en grupos dispersos sobre terrenos preferentemente frescos, paredes, campos incultos y bordes de caminos.

## Taxonomía
Draba muralis fue descrita por Carlos Linneo  y publicado en Sp. Pl. 643 1753.
Etimología
Ver: Draba, Etimología
muralis: epíteto latíno que significa "de los muros".
Sinonimia
- Crucifera capselloides E.H.L.Krause
- Draba nemorosa All.
- Draba ramosa Gaterau
- Drabella columnae Bubani
- Drabella muralis (L.) Fourr.[4]